# Universitat de Maastricht
La Universitat de Maastricht (anglès: Maastricht University; neerlandès: Universiteit van Maastricht, abreujat UM) és una universitat pública de Maastricht (Països Baixos), fundada el 1976. Té uns 21.000 estudiants, dels quals 55% són no-holandesos.

## Organització
La universitat consta de dos campus (centre de la ciutat i Randwyck) i sis facultats:
- Facultat d'Arts i Ciències socials
- Escola de Negocis i Econòmiques
- Facultat de Dret
- Facultat d'Humanitats i Ciències
- Facultat de Salut, Medicina i Ciències de la Vida
- Facultat de Psicologia i Neurociència

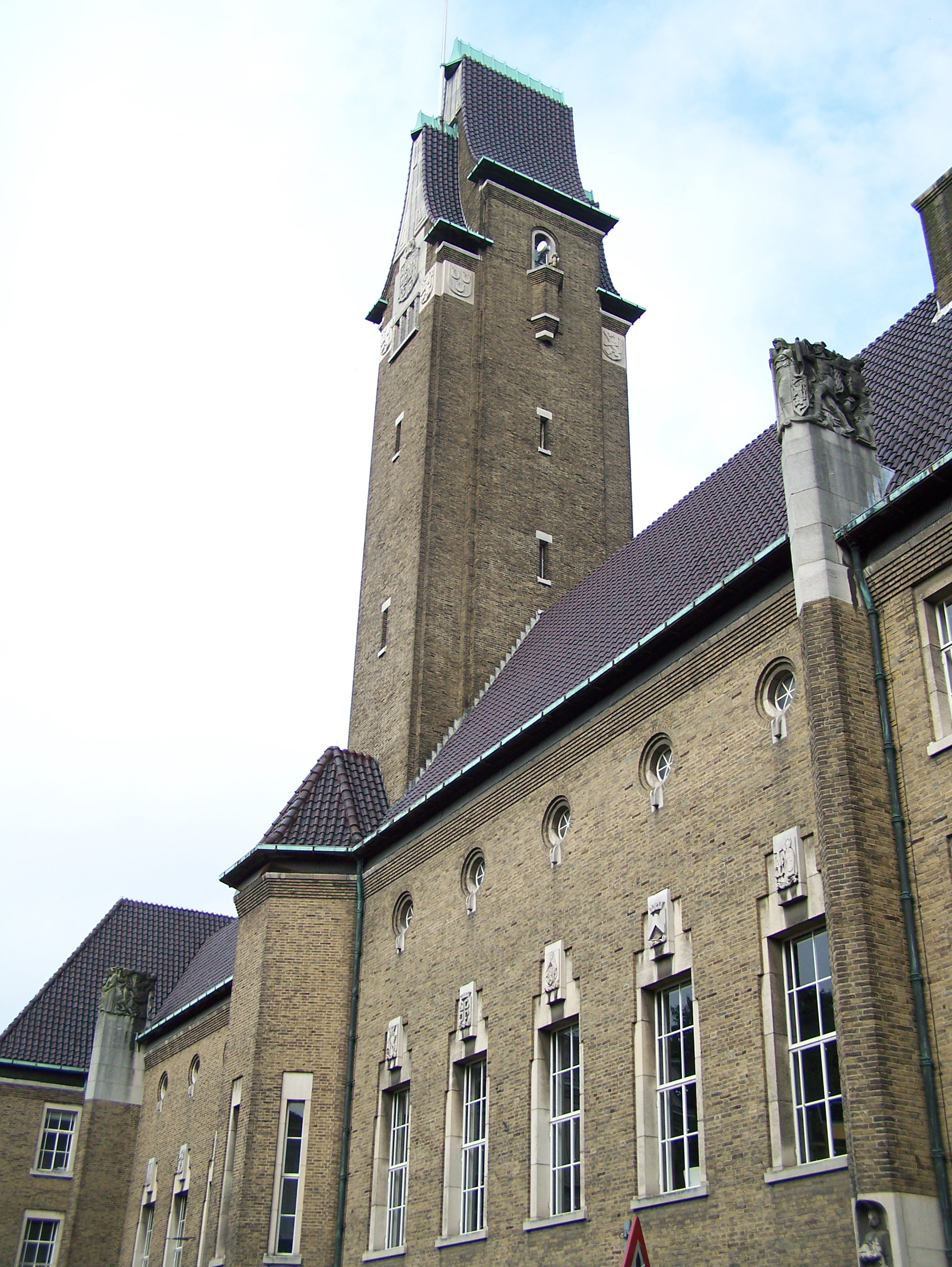
Facultat de Dret
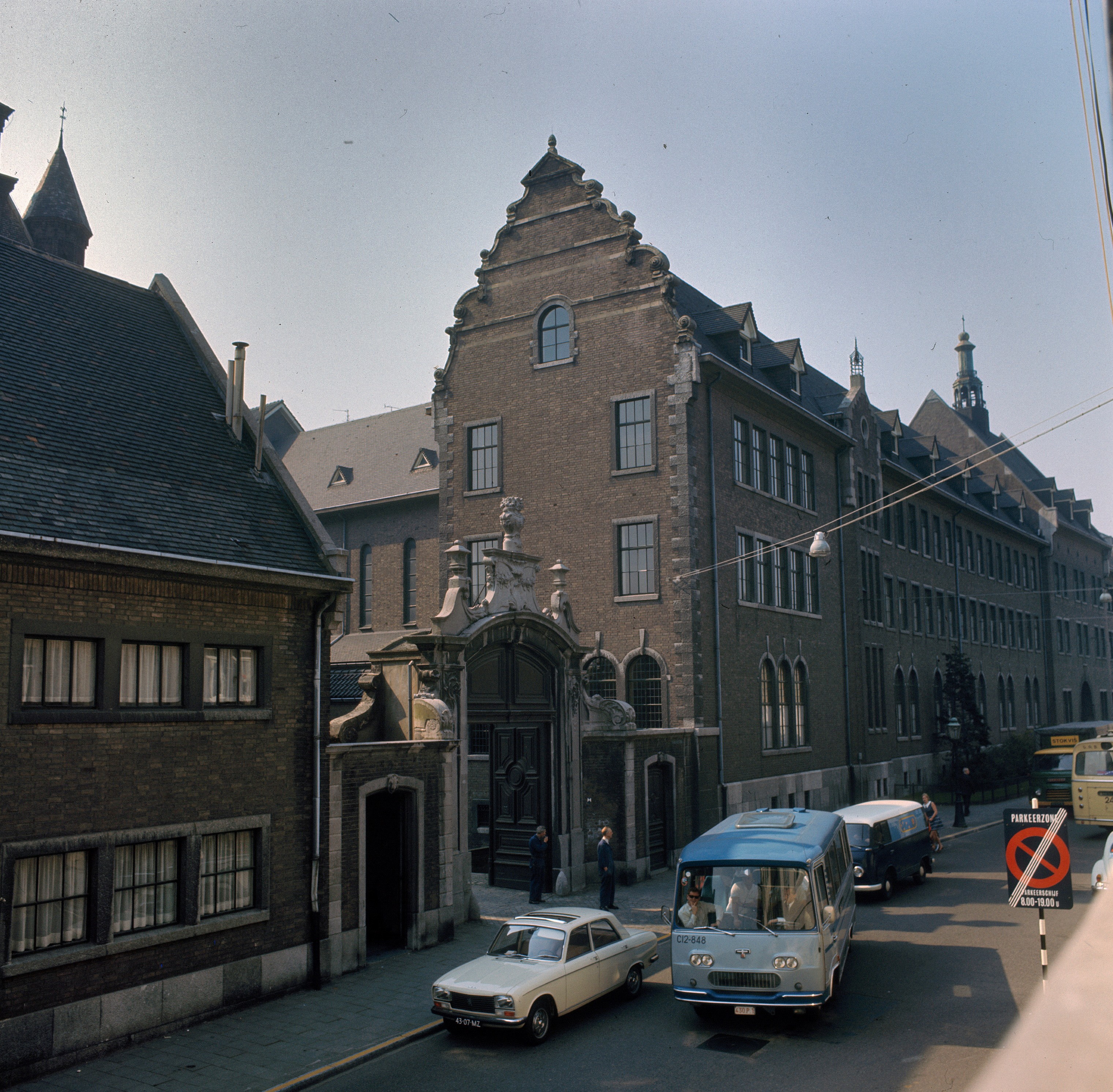
Escola de Negocis i Econòmiques
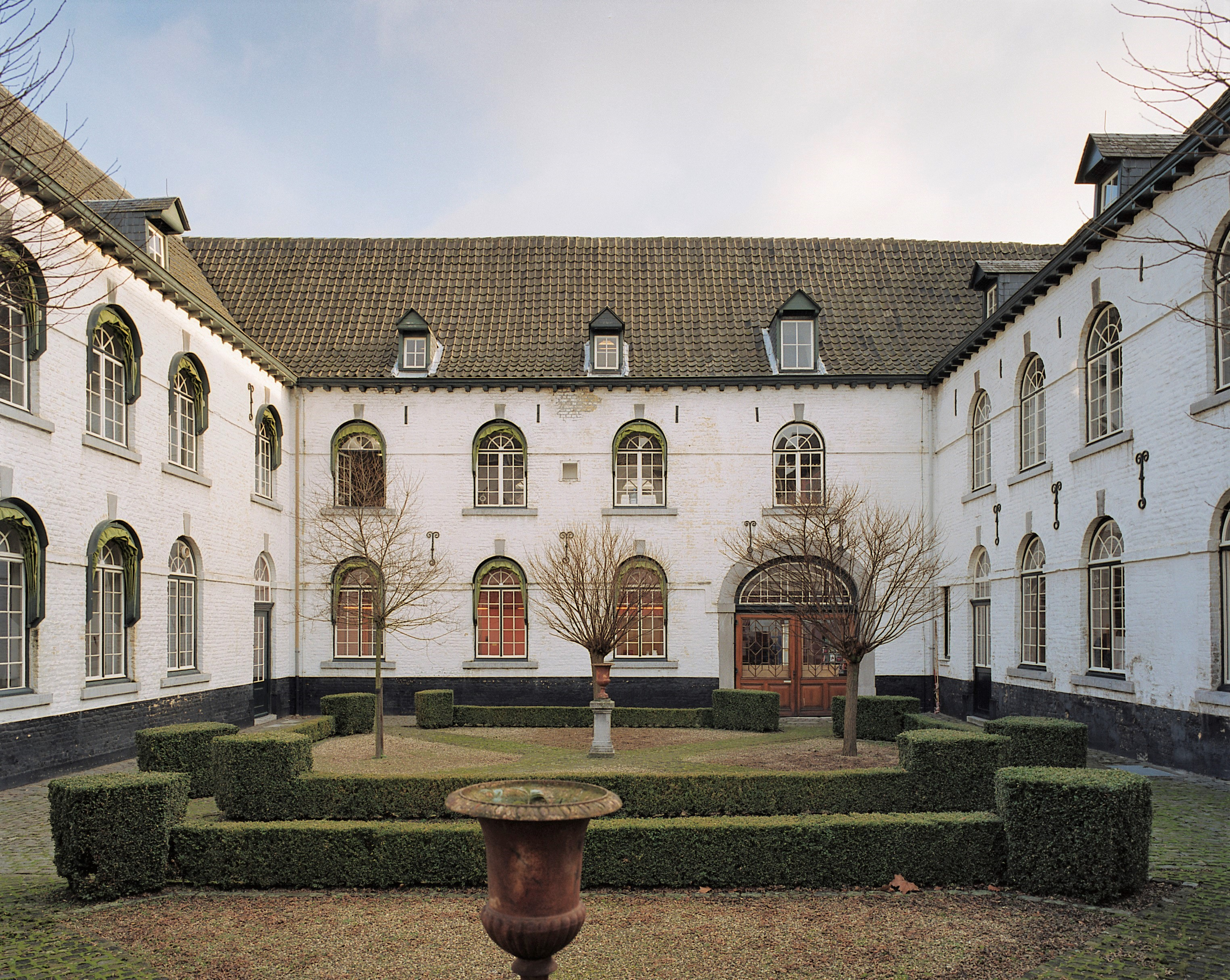
University College Maastricht
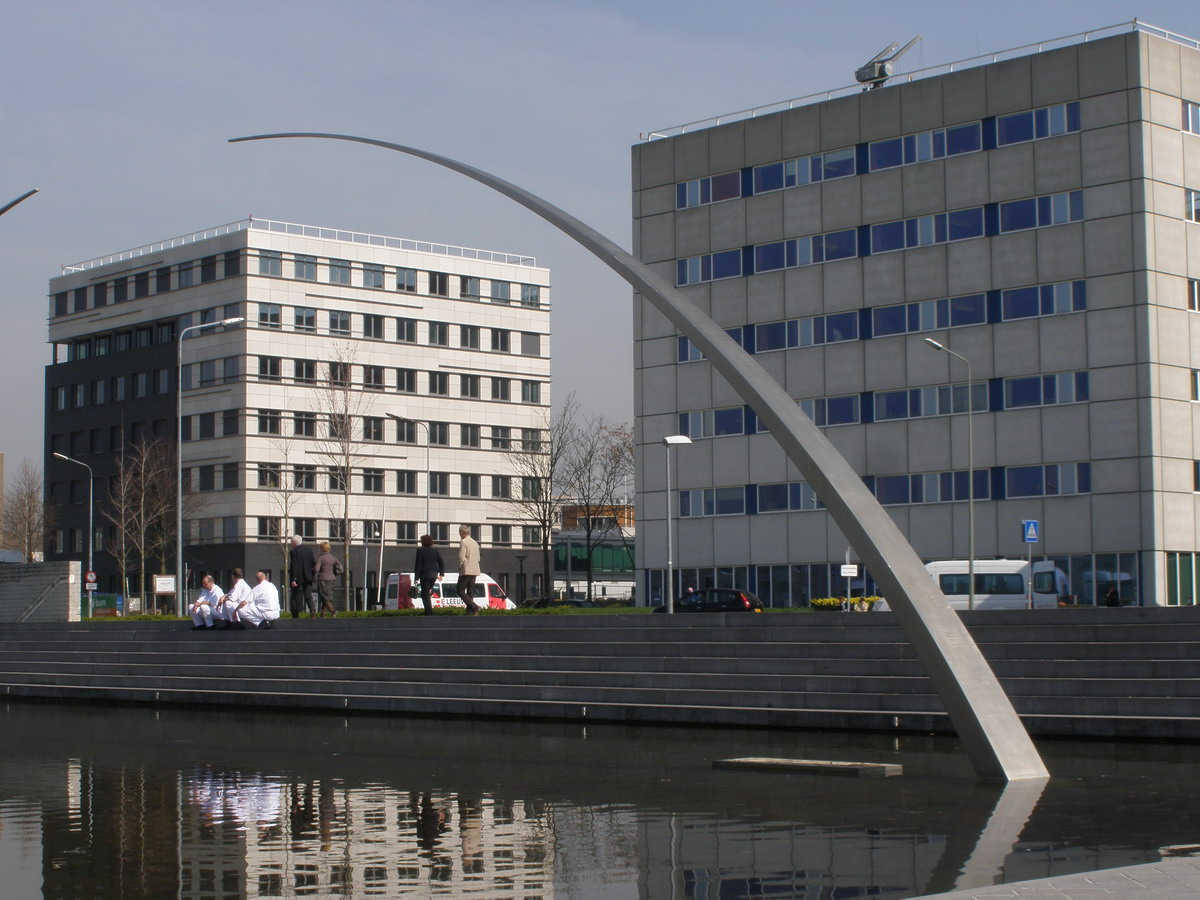
AZM Hospital universitari

## Valoracions
La Universitat de Maastricht és considerada una de les 10 millors universitats noves al món (menys de 50 anys).
- THE World University Rankings posicionaren la universitat en el lloc 98 del món al 2013. Es va ocupar el lloc número 32 a Europa al 2013.[4]
- QS World University Rankings posicionaren la universitat en el lloc 121 del món al 2013.[5]
- AMBA, EQUIS i AACSB atorgaren la Triple Corona a la seva escola de negocis.